# Infanterie-Division Schlageter
Die Infanterie-Division Albert Leo Schlageter (RAD Division Nr. 1) war eine deutsche Infanterie-Division des Heeres im Zweiten Weltkrieg. Die Einheit bestand überwiegend aus Angehörigen des Reichsarbeitsdienstes (RAD). 

## Geschichte

### Aufstellung
Die spätere RAD Division Nr. 1 Schlageter wurde als Infanterie-Division z. b. V. 1 im Zuge der 35. Aufstellungswelle am 31. März 1945 aus Teilen der vernichteten 299. Infanterie-Division und RAD-Einheiten auf dem Truppenübungsplatz Munster für den Wehrkreis X aufgestellt. Die Division wurde im April 1945 nach Albert Leo Schlageter benannt und sollte eine Gesamtstärke von ca. 12.000 Mann erreichen.
Die Division stellte einen zusammengewürfelten Verband dar. Dies zeigte sich sowohl in den eingegliederten Personen als auch in der Aufstellung der Division. So waren in dem Panzerjäger-Bataillon sowohl eine Panzerschreck-Kompanie als auch eine Flugabwehr- und Sturmgeschütz-Kompanie vorhanden.

### 12. Armee 1945
Die Division wurde zunächst der 12. Armee, XXXIX. Panzerkorps, im Raum westlich von Potsdam.

### Armeegruppe Blumentritt 1945
Ab 26. April der Armeegruppe Blumentritt unterstellt. Die Division kam im Rahmen der 3. Panzerarmee noch am 29. April im Bereich des XXXXVI. Panzerkorps südlich des Müritzsees gegen die Rote Armee zum Einsatz.

### Nichtbefolgen des OKW-Befehl
Die Division vereinigte sich bei Waren u. a. mit den Resten der 281. Infanterie-Division und führten auf Befehl von Hasso von Manteuffel (Oberbefehlshaber der 3. Panzerarmee) und Martin Gareis (Führer des XXXXVI. Panzerkorps) und entgegen dem OKW keinen Gegenangriff auf Neubrandenburg durch.

### Rückzug auf die amerikanischen Linien
Am 2. Mai 1945 erhielt die Division den Befehl, sich nach Westen in Richtung der 9. US-Armee abzusetzen, und kämpfte noch am 3. Mai 1945 am südlichen Elde-Abschnitt. 

### Kapitulation
Am gleichen Tag begab sich die Division in amerikanische Kriegsgefangenschaft.

## Gliederung
- Grenadier-Regiment Schlageter 1
- Grenadier-Regiment Schlageter 2
- Grenadier-Regiment Schlageter 3
- Füsilier-Bataillon Schlageter
- Panzerjäger-Bataillon Schlageter
- Artillerie-Regiment Schlageter
- Pionier-Bataillon Schlageter
- Nachrichten-Abteilung Schlageter

## Kommandeur
- Generalleutnant Wilhelm Heun: April 1945 bis zur Auflösung, ehemaliger Kommandeur der 83. Infanterie-Division

## Referenz
1. ↑  Bernd Bölscher: An den Ufern der Oder: Genesis eines Kriegsendes. Books on Demand, 2016, ISBN 978-3-7357-6813-1, S. 300 (google.de [abgerufen am 18. Oktober 2018]).